# Volley Soverato 2014-2015
Questa voce raccoglie le informazioni riguardanti il Volley Soverato nelle competizioni ufficiali della stagione 2014-2015.

## Stagione
La stagione 2014-15 è per il Volley Soverato la quinta consecutiva in Serie A2; viene attuata una rivoluzione nella squadra con il cambiamento dell'allenatore, la cui scelta cade su Mauro Chiappafreddo, e di buona parte della rosa, con le uniche conferme di Alessia Travaglini e Nina Burduja: tra gli acquisti quelli di Chiara Aluigi, Laura Frigo, Veronica Minati, Sara Paris, Manuela Roani e Lucie Smutná, mentre tra le cessioni quelle di Sofia Arimattei, Leticia Boscacci, Sara De Lellis, Linda Martinuzzo e Yarimar Rosa.
Nelle prime cinque giornate di campionato il Volley Soverato vince tutte le partite disputate in trasferta ma perde quelle giocate in casa: la prima vittoria tra le mura amiche arriva alla sesta giornata contro la Pallavolo Hermaea. Nel resto del girone di andata il club calabrese colleziona cinque sconfitte consecutive per poi vincere l'ultima partita, chiudendo al nono posto, non utile per qualificarsi alla Coppa Italia di categoria. Il girone di ritorno inizia con una sconfitta contro la Trentino Rosa a cui seguono due vittorie di fila prima di quattro sconfitte: la regular season si conclude con un'alternanza di risultati che porta la squadra al decimo posto in classifica. Essendoci solo quattro punti di differenza tra la decima e l'undicesima classificata, ossia il club di Olbia, si giocano i play-out retrocessione per definire la terza squadra che dovrà retrocedere in Serie B1: il Volley Soverato vince sia gara 1 che gara 2, ottenendo la salvezza in Serie A2.

## Organigramma societario
Area direttiva
- Presidente: Antonio Matozzo
- Vicepresidente: Antonietta Condò
- Segreteria generale: Fausto Apicella

Area organizzativa
- Team manager: Francesco Matozzo
- Direttore sportivo: Ilaria Matozzo
- Dirigente: Giancarlo Alcaro

Area tecnica
- Allenatore: Mauro Chiappafreddo
- Allenatore in seconda: Antonio Stella
- Scout man: Alessio Contrario

Area marketing
- Ufficio marketing: Piero Riitano

Area sanitaria
- Medico: Michele Raffa
- Preparatore atletico: Giampaolo Boschetti
- Fisioterapista: Pierluigi Galati

## Rosa
| N° | Nome                | Ruolo | Data di nascita   | Nazionalità sportiva |
| -- | ------------------- | ----- | ----------------- | -------------------- |
| 1  | Barbara Bacciottini | P     | 28 luglio 1994    | Italia               |
| 2  | Sara Paris          | L     | 19 luglio 1985    | Italia               |
| 3  | Alessia Travaglini  | C     | 10 aprile 1988    | Italia               |
| 4  | Tea Pešut           | S     | 23 luglio 1990    | Croazia              |
| 6  | Manuela Roani       | S     | 13 febbraio 1983  | Italia               |
| 7  | Chiara Aluigi       | S     | 4 febbraio 1993   | Italia               |
| 8  | Serena Bertone      | C     | 2 luglio 1995     | Italia               |
| 9  | Veronica Minati     | O     | 9 maggio 1983     | Italia               |
| 10 | Eleonora Gili       | S     | 22 dicembre 1988  | Italia               |
| 11 | Laura Frigo         | C     | 26 ottobre 1990   | Italia               |
| 12 | Nina Burduja        | O     | 3 febbraio 1996   | Italia               |
| 16 | Lucie Smutná        | P     | 14 aprile 1991    | Rep. Ceca            |
| 18 | Hannah Werth        | S     | 21º novembre 1990 | Stati Uniti          |

## Mercato
| Acquisti | Acquisti            | Acquisti            | Acquisti   |
| R.       | Nome                | da                  | Modalità   |
| -------- | ------------------- | ------------------- | ---------- |
| S        | Chiara Aluigi       | Beng Rovigo         | definitivo |
| P        | Barbara Bacciottini | Ornavasso           | definitivo |
| C        | Serena Bertone      | Pool Piave          | definitivo |
| C        | Laura Frigo         | IHF                 | definitivo |
| S        | Eleonora Gili       | CUS Torino          | definitivo |
| O        | Veronica Minati     | Nantes              | definitivo |
| L        | Sara Paris          | AGIL                | definitivo |
| S        | Tea Pešut           | HAOK Rijeka         | definitivo |
| S        | Manuela Roani       | Forlì               | definitivo |
| P        | Lucie Smutná        | Bergamo             | definitivo |
| S        | Hannah Werth        | Lancheras de Cataño | definitivo |

| Cessioni | Cessioni             | Cessioni              | Cessioni   |
| R.       | Nome                 | a                     | Modalità   |
| -------- | -------------------- | --------------------- | ---------- |
| S        | Sofia Arimattei      | Imoco                 | definitivo |
| S        | Carmen Bellapianta   | Fiamma Torrese        | definitivo |
| O        | Leticia Boscacci     | -                     | ritirata   |
| L        | Giorgia Cacciapaglia | ?                     | definitivo |
| P        | Sara De Lellis       | VolAlto Caserta       | definitivo |
| S        | Roberta Ferraro      | Cuore R. Calabria     | definitivo |
| P        | Francesca Lavorenti  | Saint-Raphaël         | definitivo |
| C        | Linda Martinuzzo     | VolAlto Caserta       | definitivo |
| S        | Yarimar Rosa         | Valencianas de Juncos | definitivo |
| C        | Serena Torcasio      | Lamezia               | definitivo |
| S        | Hannah Werth         | Valencianas de Juncos | definitivo |

## Risultati

### Serie A2

#### Girone di andata
| 1ª giornata - 2 novembre 2014 PalaScoppa, Soverato            | Soverato        | 2 - 3 | Trentino Rosa          | 25-21, 21-25, 25-19, 18-25, 13-15 |
| 2ª giornata - 9 novembre 2014 Palazzetto dello Sport, Caserta | VolAlto Caserta | 0 - 3 | Soverato               | 18-25, 21-25, 18-25               |
| 3ª giornata - 16 novembre 2014 PalaScoppa, Soverato           | Soverato        | 2 - 3 | Beng Rovigo            | 19-25, 22-25, 25-15, 25-22, 12-15 |
| 4ª giornata - 23 novembre 2014 PalaScoppa, Soverato           | Soverato        | 1 - 3 | Pro Victoria           | 19-25, 27-29, 25-23, 21-25        |
| 5ª giornata - 30 novembre 2014 PalaRavizza, Pavia             | Pavia           | 1 - 3 | Soverato               | 20-25, 25-20, 20-25, 22-25        |
| 6ª giornata - 7 dicembre 2014 PalaScoppa, Soverato            | Soverato        | 3 - 1 | Hermaea                | 23-25, 25-23, 25-18, 25-16        |
| 7ª giornata - 10 dicembre 2014 PalaScoppa, Soverato           | Soverato        | 0 - 3 | Neruda                 | 25-27, 16-25, 19-25               |
| 8ª giornata - 14 dicembre 2014 PalaJacazzi, Aversa            | Libertas Aversa | 3 - 0 | Soverato               | 26-24, 25-19, 25-20               |
| 9ª giornata - 21 dicembre 2014 PalaScoppa, Soverato           | Soverato        | 0 - 3 | Obiettivo Risarcimento | 20-25, 23-25, 24-26               |
| 10ª giornata - 26 dicembre 2014 Centro Pavesi, Milano         | Club Italia     | 3 - 2 | Soverato               | 26-24, 25-18, 24-26, 19-25, 15-10 |
| 11ª giornata - 4 gennaio 2015 PalaScoppa, Soverato            | Soverato        | 1 - 3 | Piacentina             | 32-34, 25-19, 22-25, 21-25        |
| 13ª giornata - 18 gennaio 2015 PalaBandinelli, Osimo          | Filottrano      | 1 - 3 | Soverato               | 17-25, 27-29, 25-23, 15-25        |

#### Girone di ritorno
| 14ª giornata - 25 gennaio 2015 PalaSanbapolis, Trento            | Trentino Rosa          | 3 - 1 | Soverato        | 25-17, 25-23, 18-25, 25-13        |
| 15ª giornata - 1º febbraio 2015 PalaScoppa, Soverato             | Soverato               | 3 - 2 | VolAlto Caserta | 25-22, 25-17, 25-27, 15-25, 15-6  |
| 16ª giornata - 8 febbraio 2015 Palazzetto dello Sport, Rovigo    | Beng Rovigo            | 1 - 3 | Soverato        | 26-24, 23-25, 14-25, 19-25        |
| 17ª giornata - 14 febbraio 2015 Palazzetto dello Sport, Monza    | Pro Victoria           | 3 - 2 | Soverato        | 25-22, 25-22, 19-25, 18-25, 15-7  |
| 18ª giornata - 22 febbraio 2015 PalaScoppa, Soverato             | Soverato               | 1 - 3 | Pavia           | 22-25, 18-25, 25-19, 22-25        |
| 19ª giornata - 8 marzo 2015 Geopalace, Olbia                     | Hermaea                | 3 - 0 | Soverato        | 25-16, 25-22, 25-16               |
| 20ª giornata - 10 marzo 2015 PalaResia, Bolzano                  | Neruda                 | 3 - 1 | Soverato        | 25-10, 21-25, 25-18, 25-18        |
| 21ª giornata - 15 marzo 2015 PalaScoppa, Soverato                | Soverato               | 3 - 1 | Libertas Aversa | 25-12, 25-20, 15-25, 25-20        |
| 22ª giornata - 22 marzo 2015 Palasport Città di Vicenza, Vicenza | Obiettivo Risarcimento | 3 - 1 | Soverato        | 20-25, 25-20, 25-16, 25-17        |
| 23ª giornata - 17 marzo 2015 PalaScoppa, Soverato                | Soverato               | 3 - 0 | Club Italia     | 25-19, 25-19, 25-23               |
| 24ª giornata - 4 aprile 2015 PalaFranzanti, Piacenza             | Piacentina             | 3 - 0 | Soverato        | 25-15, 25-23, 25-23               |
| 26ª giornata - 12 aprile 2015 PalaScoppa, Soverato               | Soverato               | 2 - 3 | Filottrano      | 25-13, 25-14, 23-25, 22-25, 12-15 |

#### Play-out
| Finale (gara 1) - 19 aprile 2015 PalaScoppa, Soverato | Soverato | 3 - 0 | Hermaea  | 25-19, 25-17, 25-20        |
| Finale (gara 2) - 23 aprile 2015 Geopalace, Olbia     | Hermaea  | 1 - 3 | Soverato | 25-23, 18-25, 14-25, 21-25 |

## Statistiche

### Statistiche di squadra
| Competizione | Punti | In casa | In casa | In casa | In trasferta | In trasferta | In trasferta | Totale | Totale | Totale |
| Competizione | Punti | G       | V       | P       | G            | V            | P            | G      | V      | P      |
| ------------ | ----- | ------- | ------- | ------- | ------------ | ------------ | ------------ | ------ | ------ | ------ |
| Serie A2     | 28    | 13      | 5       | 8       | 13           | 5            | 8            | 26     | 10     | 16     |
| Totale       | -     | 13      | 5       | 8       | 13           | 5            | 8            | 26     | 10     | 16     |

G = partite giocate; V = partite vinte; P = partite perse

### Statistiche dei giocatori
| Giocatore      | Serie A2 | Serie A2 | Serie A2 | Serie A2 | Serie A2 | Totale | Totale | Totale | Totale | Totale |
| Giocatore      | P        | PT       | AV       | MV       | BV       | P      | PT     | AV     | MV     | BV     |
| -------------- | -------- | -------- | -------- | -------- | -------- | ------ | ------ | ------ | ------ | ------ |
| C. Aluigi      | 24       | 197      | ?        | ?        | ?        | 24     | 197    | ?      | ?      | ?      |
| B. Bacciottini | 20       | 12       | ?        | ?        | ?        | 20     | 12     | ?      | ?      | ?      |
| S. Bertone     | 9        | 25       | ?        | ?        | ?        | 9      | 25     | ?      | ?      | ?      |
| N. Burduja     | 18       | 27       | ?        | ?        | ?        | 18     | 27     | ?      | ?      | ?      |
| L. Frigo       | 26       | 295      | ?        | ?        | ?        | 26     | 295    | ?      | ?      | ?      |
| E. Gili        | 23       | 27       | ?        | ?        | ?        | 23     | 27     | ?      | ?      | ?      |
| V. Minati      | 26       | 400      | ?        | ?        | ?        | 26     | 400    | ?      | ?      | ?      |
| S. Paris       | 26       | -        | -        | -        | -        | 26     | -      | -      | -      | -      |
| T. Pešut       | 4        | 8        | ?        | ?        | ?        | 4      | 8      | ?      | ?      | ?      |
| M. Roani       | 26       | 205      | ?        | ?        | ?        | 26     | 205    | ?      | ?      | ?      |
| L. Smutná      | 26       | 73       | ?        | ?        | ?        | 26     | 73     | ?      | ?      | ?      |
| A. Travaglini  | 26       | 246      | ?        | ?        | ?        | 26     | 246    | ?      | ?      | ?      |
| H. Werth       | 4        | 45       | ?        | ?        | ?        | 4      | 45     | ?      | ?      | ?      |

P = presenze; PT = punti totali; AV = attacchi vincenti; MV = muri vincenti; BV = battute vincenti